# Folwarkowce
Folwarkowce (biał. Фальваркоўцы, Falwarkoucy; ros. Фольварковцы, Folwarkowcy; hist. pol. Nabołocie) – wieś na Białorusi, w obwodzie mińskim, w rejonie nieświeskim, w sielsowiecie Nieśwież, w pobliżu Nieświeża.

## Historia
W XIX i w początkach XX w. położone były w Rosji, w guberni mińskiej, w powiecie słuckim.
W dwudziestoleciu międzywojennym leżały w Polsce, w województwie nowogródzkim, w powiecie nieświeskim, w gminie Łań. W 1921 miejscowość liczyła 86 mieszkańców, zamieszkałych w 14 budynkach, wyłącznie Polaków. 57 mieszkańców było wyznania rzymskokatolickiego i 29 prawosławnego.
Po II wojnie światowej w granicach Związku Sowieckiego. Od 1991 w niepodległej Białorusi.